# Laura Codruța Kövesi
Laura Codruța Kövesi (Sfântu Gheorghe, 15 de mayo de 1973) es una jurista rumana, que fue fiscal general y fiscal anticorrupción de Rumanía, y que actualmente es la primera fiscal jefe de la Fiscalía Europea, nombrada en el año 2019 por el Parlamento y el Consejo europeos.

## Biografía
Laura Kövesi es hija de un fiscal que fue fiscal jefe en el Tribunal de Mediaș. Desde 1991 hasta 1995, estudió derecho en una universidad rumana.
Comenzó su vida profesional en 1995, en el Tribunal de Sibiu, donde fue fiscal, destinada inicialmente en la fiscalía especializada de lucha contra la corrupción y el crimen organizado, alcanzando su dirección en 2006

Fiscal general de Rumania
El 26 de agosto de 2006, fue nombrada fiscal general de Rumanía, siendo, con 33 años, la más joven de las nombradas y la primera mujer. El 2 de octubre de 2009, fue renovada por otro mandato de tres años.
Durante su mandato se dedicó a reorganizar y modernizar el Ministerio Público. Con la asistencia de la Fiscalía española, creó una nueva Fiscalía Anticorrupción, institución inexistente en Rumanía hasta ese momento. Asimismo organizó y presidió la Tercera Cumbre Mundial de Fiscales Generales, que  tuvo lugar en Bucarest, Rumania, el 24 y 25 de marzo de 2009 bajo el título "El Fiscal General - Pilar del sistema de justicia penal contemporáneo", en virtud de la resolución 16/5 de la Comisión de Prevención del Delito y Justicia Penal de las Naciones Unidas.

Fiscal Anticorrupción
En 2013 fue nombrada Fiscal Jefe de la Fiscalía Anticorrupción, cargo en el que realizó una labor muy activa que le generó serios problemas políticos.

## Fiscalía Europea
En enero de 2019, se presentó su candidatura para dirigir la futura Fiscalía Europea. La Sra. Kövesi fue seleccionada partiendo de una lista restringida de tres candidatos propuestos por un comité de selección independiente y después de una convocatoria abierta de candidaturas. El nombramiento de la candidata rumana fue confirmado el 16 de octubre por el presidente del Parlamento Europeo, David Sassoli, y los líderes de los grupos políticos de la Cámara, la denominada Conferencia de Presidentes. Finalmente fue elegida por el Consejo Europeo el 29 de septiembre.
Laura Kövesi dirigirá la nueva Fiscalía Europea (EPPO), encargada de investigar delitos financieros de la UE como el fraude transfronterizo del IVA, el blanqueo de dinero y la corrupción. La Fiscalía Europea, con sede en Luxemburgo, inicia sus funciones efectivas en el otoño de 2020. La Sra. Kövesi, tendrá que crear la Fiscalía Europea desde cero. Su mandato es de siete años y su labor consistirá, además de la dirección de las investigaciones, en construir la estructura administrativa y operativa de la Fiscalía y entablar buenas relaciones de trabajo con las autoridades judiciales nacionales. Actualmente hay 22 Estados miembros que participan en la Fiscalía Europea (Bélgica, Bulgaria, República Checa, Alemania,  Estonia, Grecia, España, Francia, Croacia, Italia, Chipre, Letonia, Lituania, Luxemburgo,Malta, Países Bajos, Austria, Portugal, Rumanía, Eslovenia, Eslovaquia y Finlandia).
El gobierno rumano se opuso a su nombramiento, debido a su especial rigor en la época en que dirigió la Fiscalía Anticorrupción, implicando a cargos políticos relevantes lo que condujo a su destitución. Sin embargo, la nueva Fiscal Europea, ganó en el Tribunal Europeo de Derechos Humanos, la demanda contra el Estado rumano, por haber sido destituida de su cargo. El TEDH. estimó que Rumanía violó sus derechos al revocarla antes del final de su segundo mandato, considerando que su destitución fue abusiva porque no tuvo la oportunidad de defenderse y tampoco pudo recurrir la decisión.